# Francesco Antonio Broccu
Francesco Antonio Broccu (Gadoni, 16 maggio 1797 – Gadoni, 1882) è stato un inventore e artigiano italiano.

## Biografia
Nato e sempre vissuto a Gadoni, piccolo paese della Sardegna in provincia di Nuoro, fin dall'infanzia mostrò uno spiccato interesse per la meccanica, e costruì numerosi giocattoli utilizzando materiali come le canne, il legno ed il sughero. Costruì inoltre campane in bronzo e un crocifisso in legno di ottima fattura. Progettò e realizzò un orologio artigianale e diversi strumenti meccanici per uso agricolo.
La sua invenzione principale fu però una pistola  a quattro colpi a quattro canne e poi a due canne, che realizzò nel 1833. Contrariamente a quanto si sente dire a volte non inventò una rivoltella.
La pistola da lui realizzata fu anche esaminata dal re Carlo Alberto di Savoia durante il suo secondo viaggio in Sardegna nel 1843. Invitato a Cagliari per mostrare la sua invenzione e spiegarne il funzionamento, non vi andò per l'attaccamento che aveva al suo paese, e non chiese mai il brevetto per la sua invenzione.
Tre anni dopo, nel 1836, negli Stati Uniti, Samuel Colt realizzò un'arma simile che brevettò e commercializzò.